# Le Vieil Homme qui n'écrivait plus
Le Vieil Homme qui n'écrivait plus est une bande dessinée de 96 pages réalisée par Benoît Sokal et publiée pour la première fois chez Casterman en 1996. Dans cette première version, les dessins sont en noir et blanc.
En 2003, une nouvelle version de la bande dessinée est éditée chez Casterman dans la collection « Un Monde », avec cette fois-ci des planches colorisées par Laurence Croix.

## Situation initiale
Augustin Morel était encore un jeune homme lorsqu'il s'était engagé dans la Résistance contre les Allemands en 1943. C'est au cours de cette période qu'il avait rencontré Marianne, une jeune fille de son âge avec qui s'était nouée une passion réciproque. Cependant, lors d'une attaque allemande dans le maquis pour lutter contre les Résistants, Marianne avait succombé à une balle ennemie. Déchiré par sa mort, Augustin Morel avait alors écrit un roman nommé « Marianne » racontant son vécu dans le maquis en hauteur du village de Sainte-Geneviève.
En 1993, 50 ans après la mort de Marianne, Augustin Morel a presque 70 ans. Une cinéaste du nom de Catherine Voralberg souhaite alors réaliser une adaptation au cinéma du roman de Morel. Celui-ci accepte, mais refuse au départ de participer au projet, n'ayant visiblement pas envie de ressasser un passé douloureux. Finalement, sur un coup de tête, le vieil homme décide de revenir à Sainte-Geneviève pour revoir les lieux d'une jeunesse qui cache bien d'autres tragédies que la mort de Marianne.